# Lamees Dhaif
Lamees Dhaif (26 de juny de 1978) és una publicista de Bahrain que escriu sobre assumptes nacionals i política. Ha publicat articles satírics populars en diverses publicacions del Golf Pèrsic i és l’autora d’una columna àmpliament difosa que apareix els dimarts i els divendres en un diari d'Aràbia Saudita. Va esdevenir considerablement famosa a la regió arran del seu exitós programa de televisió Arxius restringits, en el que tractava temes profunds com la pobresa, la casta, el sadisme, la prostitució al Golf, la corrupció i la mala assignació de la riquesa, així com altres qüestions socials com la realitat de les dones del Golf Pèrsic casades amb estrangers, l'esclavatge dels treballadors emigrants i altres temes interessants. El programa va tenir molta fama, però Dhaif va ser criticada per la seva forma aristocràtica de parlar i vestir, que no era compatible amb la seva parcialitat i la seva exposició constant als problemes dels ciutadans oprimits. Encara que els seus escrits sempre han causat controvèrsia a Bahrain, són populars entre els joves i els intel·lectuals.
Va ser perseguida per la llei degut a algunes de les seves opinions sobres jutges corruptes, però el seu cas va ser arxivat gràcies a la pressió d’organitzacions de la societat civil i les declaracions de diverses organitzacions internacionals.
Es va fer activista a favor dels drets humans i es va convertir en membre de la junta directiva de l’Associació de Periodistes de Bahrain per tres cicles consecutius. Després d’això va presentar la seva dimissió com a protesta a diverses declaracions de caràcter polític de l'Associació. De vegades és objecte d’atacs a causa de la seva actitud i els seus desafiaments en contra de la gent influent i els corruptes, i això ha fet augmentar la seva popularitat i credibilitat.
Des de l'esclat de la revolució a Bahrain el 2011, Lamees Dhaif ha centrat els seus esforços a comunicar la veu del país al món. De vegades, a les xarxes socials, incloses Facebook i Twitter, és objecte de burla per parlar en nom de la gent. Va ser escollida per la CNN com una de les vuit dones que el canal considerava agents de canvi a les seves comunitats. Diversos òrgans del país la van amenaçar per aixecar-se i donar suport a la revolució de Bahrain. Freedom House es va adreçar al govern de Bahrain per protegir-la. També es troba entre els i les periodistes que van ser amenaçats i amenaçades el 2011, segons el primer informe publicat per la Bahrain Press Association. Degut a la seva representació de Bahrain en la revisió periòdica del Consell de Drets Humans a la ONU el maig de 2012, Lamees Dhaif i la resta de representants de Bahrain van rebre amenaces. La presidenta del Consell de Drets Humans de la ONU, Laura Dupuy Lasserre, va expressar la seva preocupació per "la campanya mediàtica que s'està duent a terme a [Bahrain], per amenaçar els representants de la societat civil que han vingut a Ginebra per participar en aquesta sessió". L'oradora va subratllar que els governs estan obligats a protegir els drets del seu poble i va demanar-li al Govern de Bahrain el seu compromís amb aquesta clàusula.
Lamees Dhaif va proporcionar nombrosos informes escrits i en vídeo sobre la situació a Bahrain. Va produir, presentar i dirigir el programa Mahatat (en català Estacions) que fou retransmès des de Londres a través del canal per satèl·lit Lulua, amb el qual va poder documentar el que passava al seu país de manera satírica. A més d’exercir un important paper als mitjans de comunicació, Lamees Dhaif també ha treballat en cooperació amb personalitats nacionals i internacionals en temes humanitaris per al poble de Bahrain.
Actualment, és la presidenta de Defensors de l'Esperança per la Democràcia i la Llibertat d'Expressió, una organització amb seu a Ginebra que dona suport a la llibertat d'expressió i la democratització en el món àrab. També va treballar en campanyes benèfiques per ajudar famílies necessitades i estudiants que no van rebre beques causa de la seva pertinença a una determinada religió. Així mateix, va ser patrocinadora d'altres campanyes dedicades a ajudar a familiars de les víctimes i els detinguts i és coneguda per a donar suport i ajudar les persones necessitades. Uns mesos després que comencés la revolució, Dhaif es va mudar a l'estranger. Actualment viu a Londres, on va obtenir asil polític. Encara que viu exiliada, fa servir les xarxes socials, com Twitter, Facebook, Instagram i YouTube per poder informar sobre el que està succeint al seu país. Així mateix, Dhaif encara representa al seu país en conferències i fòrums internacionals.
Va guanyar diversos premis internacionals, entre els quals es troben, per exemple, el Premi al Millor Reportatge en l'International Days Festival el 2004, el Premi per l'Excel·lència en Periodisme de part de la segona Conferència Regional de Dones en 2008 i el Tully Award per a la llibertat d'expressió a Nova York de 2012. El Dia Internacional de la Dona de l'any 2009, va ser nominada com la millor escriptora de Bahrain per part de la Unió Social i Política de les Dones i, després d'una votació realitzada per la revista Arageek a la xarxa social Twitter, Lamees Dhaif va ser la triada i va passar a formar part de les dones més famoses del món àrab.

## Educació
- Grau en Mitjans de Comunicació i Ciències Polítiques a la Universitat de Kuwait.
- Diploma de postgrau en Ciències Forenses de la Universitat de Sant Josep de Beirut.
- Màster en Legislació dels Mitjans de Comunicació a la Universitat de Ahlia, Bahrain.

## Experiència laboral
- Març de 1992 a febrer de 1994: Periodista a la revista setmanal Alsaeedah de Bahrain.
- Octubre de 1994 a juny de 1995: Editora al diari Al-Rai.
- Octubre de 1995 a juny de 1998: Periodista col·laboradora del diari kuwaití Al-Qabas.
- Febrer de 1998 a juliol de 1998: Editora i equip del diari Afaq.
- Setembre de 1999 a octubre de 2001: Professora a temps parcial al Departament de Mitjans de Comunicació i Relacions Públiques, Universitat de Bahrain.
- Desembre del 98 a octubre del 2000: Periodista del diari bahrainià Akhbar Al Khaleej.
- Maig de 2001 a 2005: Equip de la pàgina del fòrum diari, i cap de la secció d’investigacions del diari bahrainià Al-Ayyam.

- Novembre de 2006 a desembre de 2007: Professora a temps parcial a The Kingdom University, Raffa, Bahrain.
- Des de 2002 fins al maig 2008: redactora de la columna Ala-al-watar del diari Al-Ayyam.
- Des de maig 2008 fins a 2010: redactora de diari a temps complet.
- Des de 2009 fins avui: Redactora al diari setmanal.
- Des de 2009 fins avui: Redactora al diari saudita Al-Youm.
- Productora, supervisora i presentadora del programa Arxius prohibits al canal kuwaitià Al-Rai.